# Ruth Dreifuss
Ruth Dreifuss (San Galo, Suiza, 9 de enero de 1940) es una política suiza. Fue consejera federal y es miembro del Partido Socialista Suizo. En 1999 fue la primera mujer en ocupar la presidencia de Suiza.

## Comienzos

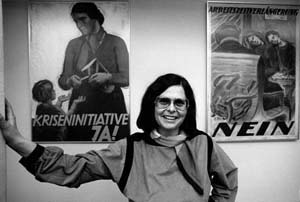
Ruth Dreifuss (1988)

Obtuvo una licenciatura en ciencias económicas de la Universidad de Ginebra. De 1961 a 1964, trabaja como periodista en la revista Coopération, propiedad del grupo Coop. En 1965 se convierte en asistente socióloga en el centro Psico-universitario de Ginebra, labor que desempeña hasta 1968. Dos años más tarde, vuelve como asistente a la Universidad de Ginebra. 
En 1972 da su primer paso en la vida política y de la administración estatal, al ser contratada como adjunta científica en la dirección de la cooperación y ayuda humanitaria del Departamento Federal de Asuntos Exteriores, cargo que desempeñará hasta 1981. De 1989 a 1992 es elegida al Concejo municipal de Berna, en el cual hace parte de la bancada socialista. En 1991 falla en su primer intento en ser elegida al Consejo Nacional Suizo.

## Elección al Consejo federal

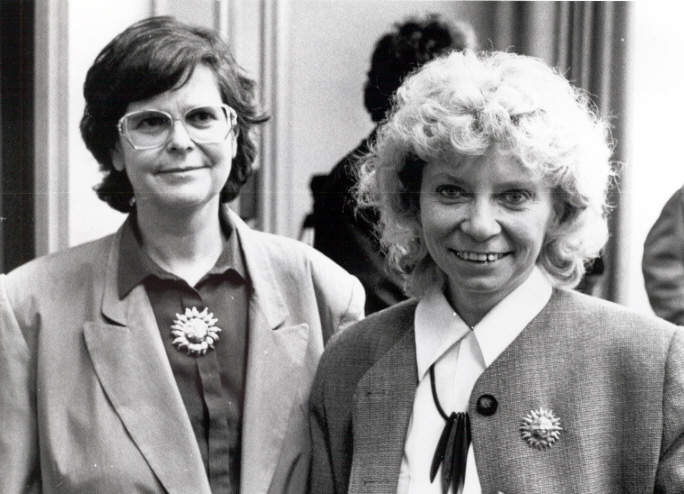
Ruth Dreifuss y Christiane Brunner

El 3 de marzo de 1993, Christiane Brunner es presentada por el Partido Socialista para suceder a su colega, René Felber. Pero la mayoría "burguesa" (conservadora) del parlamento elige al socialista Francis Matthey. Este último, al no tener el apoyo de su partido, renuncia a su elección, lo que provoca una crisis inédita en la historia política suiza. 
Es así como el Partido Socialista designa a Ruth Dreifuss y a Christiane Brunner para participar en el nuevo escrutinio el 10 de marzo de ese mismo año. Para sorpresa de todos, Ruth Dreifuss gana la elección al Consejo Federal en la tercera vuelta, después de haber obtenido 144 votos (de 246 posibles). 

## Acción política
Una vez en el Consejo Federal, Dreifuss dirige el Departamento Federal del Interior desde el 1 de abril de 1993 hasta el 31 de diciembre de 2002. El principal asunto tratado durante su período fue la reforma de los seguros sociales. Aun así, Ruth logra hacer que el parlamento y el pueblo suizo acepten:
- La Revisón del seguro de salud (4 de diciembre de 1994)
- La décima revisón del seguro de jubilación (25 de junio de 1995)
- Una política de drogas fundada sobre el principio de los cuatro pilares (prevención, terapia, ayuda a la supervivencia y represión).

Entre otras cosas, Ruth Dreifuss fue la primera mujer en convertirse Presidenta de Suiza en 1999. Fue también la segunda mujer elegida para el cargo de consejera federal, luego de Elisabeth Kopp en 1984. Además es hasta ahora el único miembro del Consejo federal de confesión judía. 

## Actividad después del Consejo federal
Luego de su salida del gobierno, ha apoyado iniciativas como la introducción de un seguro de maternidad, aceptado por vía referendaria el 26 de septiembre de 2004. También apoya activamente la campaña contra la modificación de la Ley de Extranjeros y de Refugiados, las cuales será votada por vía referendaria el 24 de septiembre de 2006.